# 川崎宗則 (陸軍軍人)
川崎 宗則（かわさき むねのり、1849年（嘉永2年7月） - 1931年（昭和6年）1月23日）は、大日本帝国陸軍軍人。最終階級は陸軍少将。

## 経歴
のちの鹿児島県出身。1885年（明治18年）6月、歩兵第7連隊長、1886年（明治19年）5月、歩兵第14連隊長、1888年（明治21年）3月、歩兵第13連隊長、1889年（明治22年）5月、歩兵第16連隊長を歴任し、1890年（明治23年）11月、陸軍歩兵大佐に進む。1891年（明治24年）9月、予備役に編入するが、1904年（明治37年）4月に召集を受け留守歩兵第10旅団長に任じ、1906年（明治39年）4月、陸軍少将に進級と同時に後備役に編入した。